# Хисни Шакири
Хисни Шакири с псевдоним Дост (на албански: Hisni Shaqiri; на македонска литературна норма: Хисни Шаќири, Дост) е албански революционер, командир на Армията за национално освобождение, по-късно политик от Демократичния съюз за интеграция.

## Биография
Роден е през 1949 година в кумановското село Отля. Шакири завършва Философски факултет, специалност история. Работи като учител.. В периода от 1990 до 2001 година е депутат в Събранието от Демократическата партия на албанците.
При започването на Военния конфликт в Република Македония в 2001 година Шакири публично се отказва от депутатството и се присъединява към АНО. От начало Шакири представлява политически АНО при преговорите с властите, тъй като другите членове на Главния щаб не са родом от Република Македония. Във Витина формира група от 30-ина войници и навлиза в Община Липково.
На 24 юли 2001 година е поставен в македонския черен списък на граждани., а на 27 юли влиза и в списъка на американския президент Джордж Уокър Буш.
След края на конфликта Шакири съгласно новия закон за амнистия е амнистиран.. В 2002 година става член на Централното председателство на партията на Али Ахмети, Демократичен съюз за интеграция. В 2005 година формира своя партия.